# Крістіана-Ебергардіна Бранденбург-Байройтська
Крістіана-Ебергардіна Бранденбург-Байройтська (нім. Christiane Eberhardine von Brandenburg-Bayreuth; 9 грудня 1671, Байройт — 4 вересня 1727, Преч) — дружина Августа Сильного, курфюрста Саксонського, з 1697 року титулярна королева Речі Посполитої. Нащадок Великих князів Київських.

## Біографія
Єдина донька маркграфа Християна Ернста Байройтського та його дружини Софії Луїзи Вюртемберзької, дочки герцога вюртемберзького Еберхарда III, Христіана Ебергардіна вийшла заміж у 21 рік 10 січня 1693 року в Байройті за майбутнього курфюрста Саксонського Фрідріха Августа I. Незабаром стало очевидним, що шлюб був укладений тільки за політичними мотивами. Єдиний у Христіани й Августа син Август народився через три роки в Дрездені.
Крістіана була хрещеною матір'ю «арапа Петра Великого» Абрама Петровича, який згодом отримав прізвище Ганібал.
Крістіана залишилася вірною своєму протестантському віросповіданню, коли її чоловік перейшов в католицтво, щоби отримати корону Польщі. Христіана мешкала поперемінно в палацах у Преч і Торгау, і вона рідко з'являлася при дрезденському дворі. Христіана Ебергардіна померла на самоті у 55-річному віці й була похована 6 вересня в міській церкві Байройту. Ні її чоловік, ні її син на похороні не були присутні.